# Cornelis Beelt
Cornelis Beelt, auch Cornelius Beelt, (* 1640 in Rotterdam; † 1702 in Haarlem oder Rotterdam) war ein holländischer Maler.
Cornelis Beelt ist einer jener holländischen Maler, dessen Lebensverhältnisse fast völlig im Dunkeln liegen. Er malte sowohl Landschafts- und Figurenbilder. Besonders bekannt sind seine Strandlandschaften, See- und Winterbilder sowie Straßenzüge, belebte Plätze und Handwerksstuben bzw. Werkstätten.
1661 wird er als Meister dokumentiert. Seine Werke orientieren sich sowohl in der Komposition und Thematik an Willem Kool, Claes Molenaer und Egbert van der Poel. In der Farbgebung, hellgraue Farbtöne in sanft gefiltertem Licht steht er Salomon van Ruysdael nahe, dem seine Arbeiten oft fälschlicherweise zugeschrieben werden.

## Ausgewählte Werke

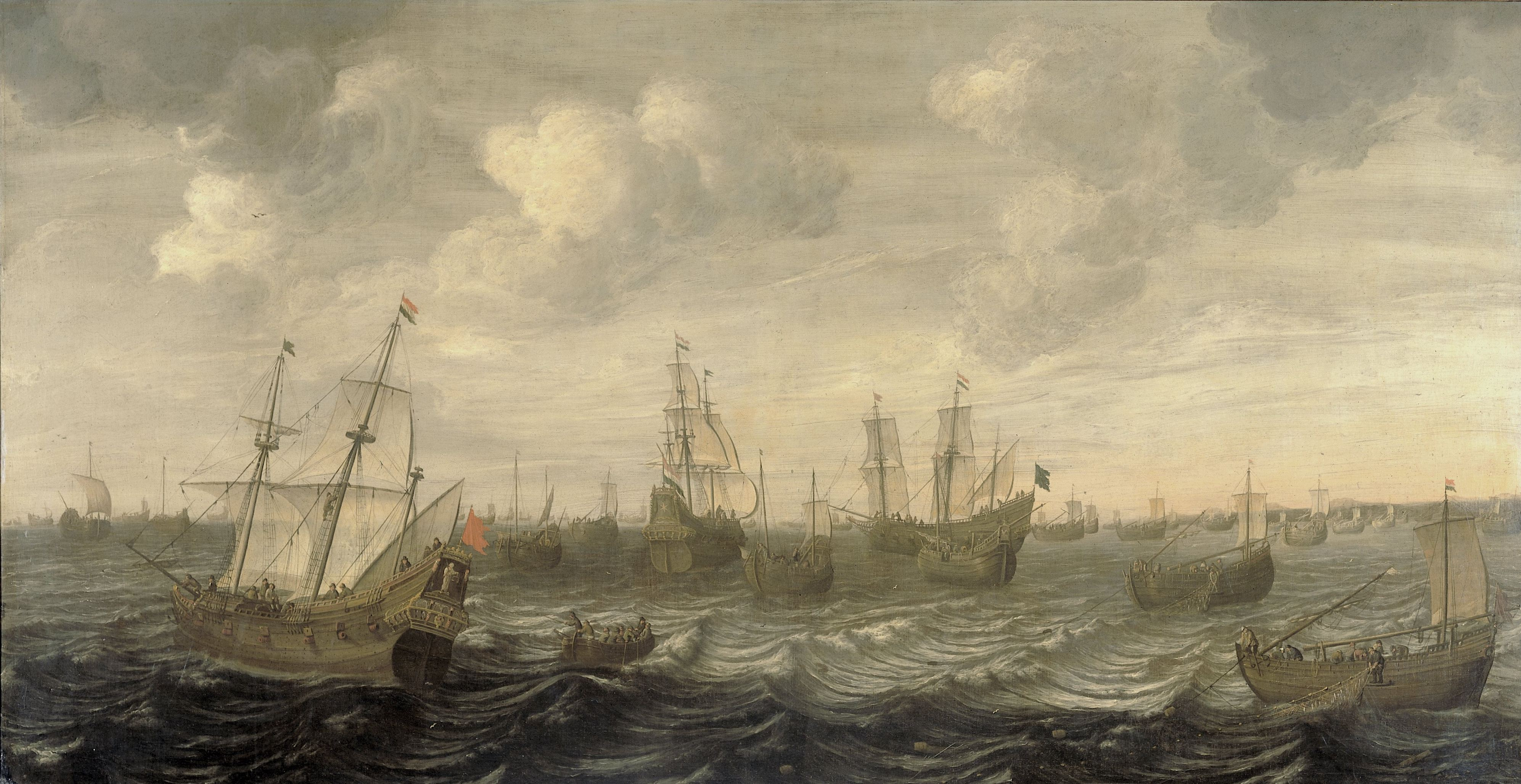
Holländische Heringsflotte unter Segeln, Rijksmuseum Amsterdam

- Amsterdam, Instituut Collectie Nederland
  - Interieur mit zwei Figuren vor einem Herdfeuer. 1660
- Amsterdam, Rijksmuseum
  - Holländische Heringsflotte unter Segeln.
  - Die Proklamation des Friedens von Münster auf dem Marktplatz von Haarlem.
  - Die Abfahrt Karls II. von England von Scheveningen am 2. Juni 1660
- Antwerpen, Königliches Museum der Schönen Künste
  - Küste bei Scheveningen. 1655
- Den Haag, Museum Bredius
  - Interieur einer Weberwerkstatt.
- Den Haag, Museum van het Boek / Museum Meermanno-Westreenianum
  - Strandszene bei Egmond aan Zee. um 1655
- Den Haag, Rijksdienst Beeldende Kunst
  - Winterszene.
- Haarlem, Frans Hals-Museum
  - Eine Schmiede.
  - Winterlandschaft.
- Karlsruhe, Staatliche Kunsthalle
  - Strandszene mit figürlicher Staffage. 1651
  - Interieur einer Weberwerkstatt.
- Liberec, Oblastní gelerie
  - Ansicht von Paris vom linken Ufer der Seine.
- Mannheim, Kunsthalle
  - Strandszene. 1661
  - Interieur einer Weberwerkstatt.
- Schwerin, Staatliches Museum
  - Gestrandeter Wal am Strand von Scheveningen. 1663
- Sheffield, Graves Art Gallery
  - Der Laden des Kesselflickers.
- St. Petersburg, Eremitage
  - Großer Markt vor einem Rathaus.
- Verbleib unbekannt
  - Eisläufer auf einem zugefrorenen See in der Nähe einer Stadt. 1653 (am 7. Juli 2005 bei Sotheby’s in London versteigert)
  - Abfahrt von Karl II. vom Strand in Scheveningen. (am 10. Mai 1980 bei Waterman in Zürich versteigert)
  - Strandszene bei Scheveningen mit großen Schiffen im Hintergrund. 1656 (am 17. Dezember 1998 bei Sotheby’s in London versteigert)
  - Abfahrt von Karl II. vom Strand in Scheveningen. (am 27. Januar 1999 in der Doyle Galleries, William in New York versteigert)
  - Strandszene in Scheveningen mit der Abfahrt von Karl II. um 1660 (am 19. März 1975 bei Sotheby’s in London versteigert)
  - Winterlandschaft mit Eisläufern auf einem zugefrorenen Fluss. (am 6. April 1995 bei Philips in London versteigert)
  - Strandszene mit Fischverkauf. (am 12. Dezember 1995 im Hôtel George V in Paris versteigert)
  - Winterlandschaft mit Schlittschuhläufern und Blick auf Haarlem am Horizont. (am 9. Juli 1008 bei Sotheby’s in London versteigert)
  - Strandszene bei Egmond aan Zee mit Fischverkauf im Vordergrund. (am 29. Oktober 1999 bei Christie’s in London versteigert)
  - Weberwerkstatt mit einem brieflesenden Mann. (am 2. Dezember 2004 bei Christie’s in Amsterdam versteigert)